# Червона книга (Юнг)
«Червона книга», або Liber Novus (з лат. — нова книга) — рукопис психолога і філософа Карла Густава Юнга, створений у період між 1914 і 1930 роками. Налічує 205 сторінок, деякі з них ілюстровані автором.
До роботи над «Червоною книгою» Юнг приступив після розриву з Фрейдом, що стався 1913 року. Окремі тези опубліковано 1916 року під назвою «Сім проповідей мертвим» та приписано перу стародавнього гностика Василіда.
Рукописна «Червона книга» — фоліант у сап'яновій палітурці, що нагадує за формою середньовічні рукописи; і шрифт, і мова в ньому стилізовані під готику. Їй безпосередньо передувала «Чорна книга» — томик у чорній шкіряній палітурці.
Родичі та нащадки Юнга довгі роки перешкоджали публікації цього важливого для історії психології документа: лише 2001 року до рукопису допущено дослідників, а широка публіка змогла познайомитися з книгою лише після її опублікування 2009 року.

## Історія створення
Юнг співпрацював із Фрейдом приблизно протягом 5 років, починаючи від 1907 року. Їхні стосунки з часом набули характеру ворожнечі і 1913 року закінчилися остаточним розривом, коли Юнг переважно облишив професійну діяльність і зосередився на розвитку власних ідей. Думки біографів з приводу того, чи це був психологічний зрив, розходяться. Ентоні Сторр, спираючись на слова самого Юнга про те, що його «охопив психоз» у той час, зробив висновок, що це дійсно був психотичний епізод.

Сам Юнг говорив про той час як про щось на зразок експерименту, навмисного зіткнення з несвідомим. Біограф Барбара Ганна, яка близько знала Юнга, пізніше порівнювала цей його дослід із зустріччю Менелая з Протеєм (сюжет із Одіссеї). Юнг, за її словами, «взяв за правило не давати образам, що з'явилися, покидати його, поки вони не пояснювали йому, навіщо вони йому з'явилися».
Записи моїх тодішніх фантазій я назвав «Чорною книгою», яку пізніше перейменував на «Червону книгу» та доповнив її малюнками. До неї увійшла більшість моїх малюнків із зображенням мандали. У «Червоній книзі» я спробував надати моїм фантазіям певної естетичної форми, але до кінця цю роботу не довів. Я зрозумів, що не знаходжу поки що потрібних слів і маю висловити це якось інакше. Тому колись мені довелося відмовитися від естетизації, звернувшись лише до сенсу. Я бачив, що фантазіям потрібна певна тверда основа, що мені самому слід спуститися на землю — повернутися до реального світу. Але знайти основу в реальному світі я міг тільки науково осмисливши його. Я поставив собі за мету осмислити даний мені несвідомим матеріал. І відтепер це стало сенсом мого життя. Деяку естетизацію в «Червоній книзі» я припускав ще й тому, що нескінченна низка несвідомих видінь і образів мене дратувала, — мені треба було зняти деякі моральні настанови. Все це суттєво вплинуло на мій спосіб життя. Саме тоді я зрозумів, що ніщо так не впливає на наше життя, як мова: неповноцінна мова робить неповноцінним і життя. Давши таке пояснення несвідомим фантазіям, що пригнічували мене, я звільнився від них, розв'язавши одночасно дві проблеми — інтелектуальну й моральну.

## Зміст

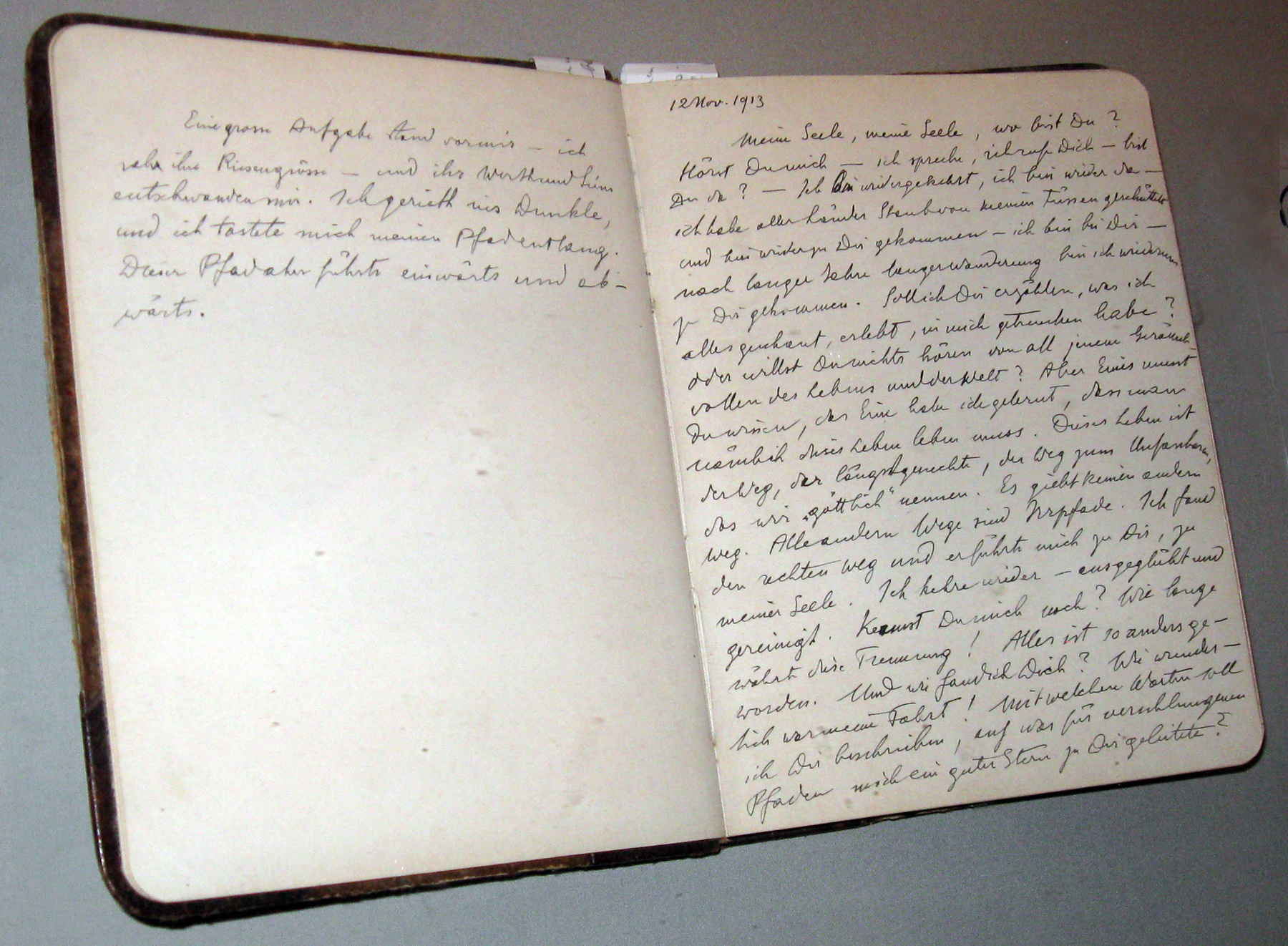
Запис у «Чорній книзі» від 12 листопада 1913

Юнг назвав книгу «Новою». Рукопис розміру інфоліо, 29 × 39 см, була переплетена в червону шкіру і переважно згадується як «Червона книга» Юнга. У ній 205 сторінок тексту та ілюстрацій, всі написані від руки: 53 містять лише зображення, 71 містять і текст, і ілюстрації та 81 складаються повністю з каліграфічного тексту. Юнг почав працювати над книгою 1913 року, спочатку в маленьких чорних щоденниках, під час важкого періоду творчої хвороби чи конфронтації з несвідомим. Книга призначалася для найособистіших матеріалів. За 16 років роботи над книгою Юнг розвинув теорії архетипів, колективного несвідомого та індивідуації.
«Червона книга» була продуктом техніки активної уяви, яку розробив Юнг. За описом Юнга, його відвідали два образи: старий та юна дівчина, які називали себе Іллею та Соломією. З ними був великий чорний удав. Згодом Ілля перетворився на духа-провідника, якого Юнг називав «Філемон». Соломію Юнг ідентифікував як образ аніма та анімусу. Образи, за Юнгом, «принесли мені розуміння, що в психології є речі, які я не створюю, але які виробляють самі себе і мають власне маленьке життя».
Філемон представляв осяяння та спілкувався через міфічні образи. Було несхоже, що образи надходили з особистого досвіду Юнга, і Юнг тлумачив їх як продукт колективного несвідомого.